# Sinoflustridae
Sinoflustridae zijn een familie van mosdiertjes uit de orde Cheilostomatida en de klasse van de Gymnolaemata.

## Geslachten
De volgende geslachten zijn bij de familie ingedeeld:
- Membraniporopsis Liu, 1999
- Sinoflustra Liu & Yang, 1995